# Climatisation de véhicule automobile
La climatisation de véhicule automobile est un système qui permet de refroidir et assainir l'habitacle d'une automobile lorsque la température, ou l'humidité, extérieure est supérieure à celle souhaitée à l’intérieur. La climatisation est couplée avec un système de ventilation et de chauffage.

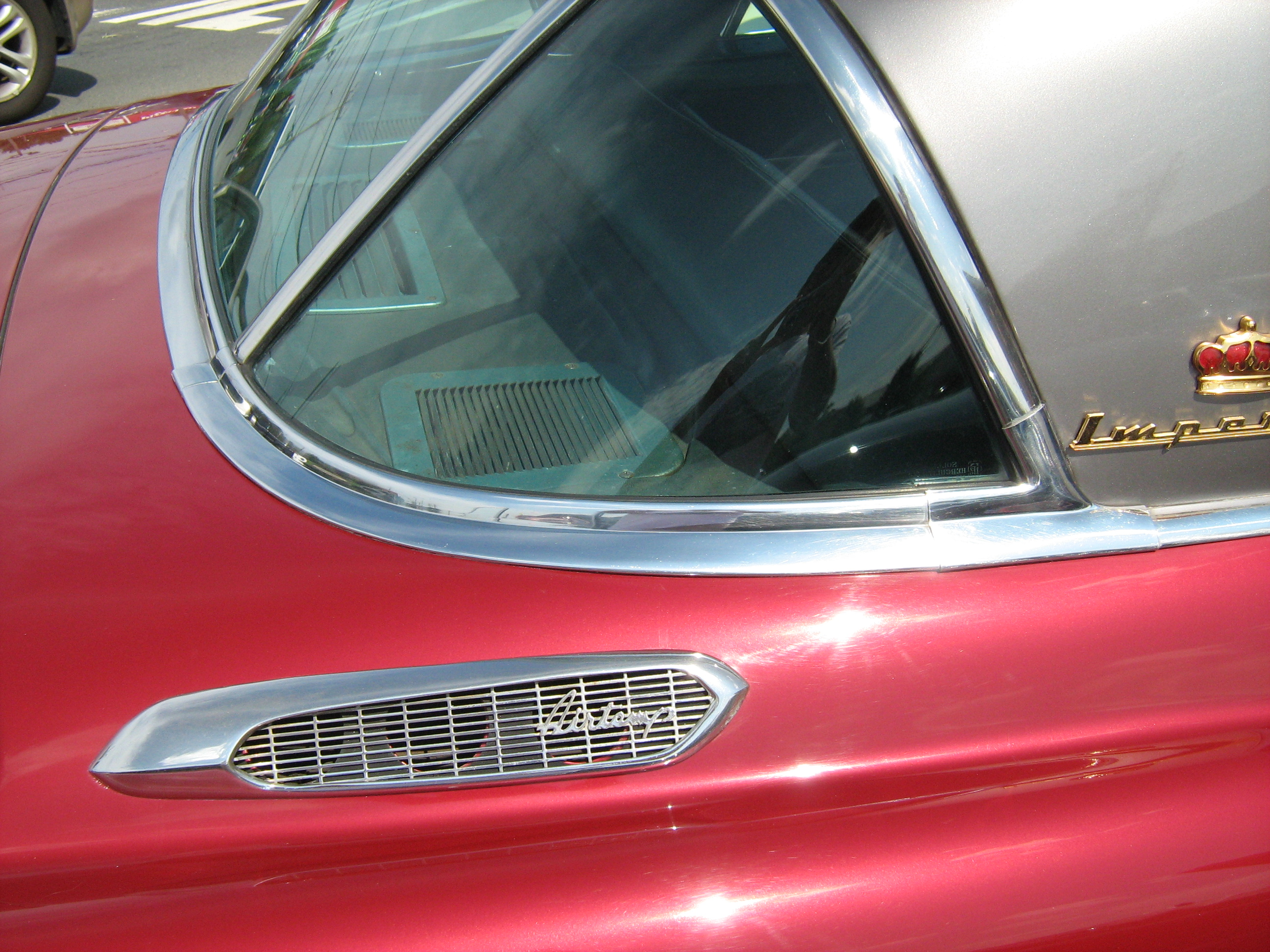
La Chrysler Imperial de 1953 équipée du système Airtemp

## Histoire
En 1933, une entreprise new-yorkaise propose l'installation du premier système de climatisation automobile. Ses créateurs prévoient alors « que la voiture du futur sera équipée en série de la climatisation ».
En 1939, le constructeur automobile américain Packard Motor Car Company propose la climatisation en option sur ses véhicules pour 274 $ de l'époque (environ 4 600 $ en 2014).
La Chrysler Imperial de 1953, modèle de luxe de la marque, est la première voiture de série produite avec la climatisation. Elle utilise le système Airtemp développé par Chrysler.
En 1960, environ 20 % de toutes les voitures aux États-Unis sont équipées, le pourcentage étant de 80 % dans les régions chaudes du sud-ouest et, en 1969, 54 % des véhicules neufs vendus aux États-Unis sont équipés de climatisation.
Arrivée bien plus tard en Europe, la climatisation s'est introduite en France dans les années 1990 pour rapidement se développer : 
- en 2003, trois véhicules neufs vendus sur quatre en étaient équipés[3] ;
- en 2004 : 50 % du parc de voitures particulières français est climatisé[4].

et presque toutes les voitures neuves en 2010.
La climatisation automobile en Europe est aussi une conséquence de l'adoption de caractéristiques aérodynamiques en amélioration constante : pare-brise plus inclinés, de plus grande surface, y compris les vitres arrière. Malgré les vitres athermiques, ces éléments augmentent la température interne de l'habitacle dans d'importantes proportions par rapport aux véhicules des années 1980. Il existe donc une espèce de compensation entre la diminution de consommation due aux carrosseries modernes et l'augmentation de cette consommation, due à la climatisation. Cette compensation peut être globalement favorable ou défavorable selon le type de climat, l'emploi du véhicule (ville ou autoroute), ou sa vitesse (normale ou élevée).
Selon l'ADEME, en comptant les véhicules anciens, en 2020, neuf véhicules sur dix devraient être climatisés en France, ce qui risque d'affecter l'environnement à cause des fuites de fluide frigorigène et de l'augmentation de la consommation des véhicules équipés.

1 : condenseur
2 : détendeur
3 : évaporateur
4 : compresseur

## Fonctionnement sommaire
Lors de fortes chaleurs et de circulation sous le soleil, une pompe à chaleur actionnée par le moteur absorbe les calories excédentaires, de l'air entrant ou de l'air intérieur (position recyclage).
- Un compresseur rotatif entraîné par un jeu de poulies, courroie, comprime un fluide caloporteur. La poulie du compresseur est munie d'un embrayage permettant la mise à l'arrêt du compresseur.
- Le fluide comprimé mais chaud, passe dans un radiateur (appelé « condenseur »), situé généralement à côté du radiateur afin d'en évacuer le maximum de calories. Le  condenseur est souvent muni d'un ventilateur qui force un courant d'air, augmentant ainsi le rendement de l'échangeur.
- Le fluide comprimé, refroidi et filtré par la « bouteille déshydratante » passe dans l'habitacle, direction un détendeur qui donne directement dans l'évaporateur, le fluide se vaporise alors en absorbant des calories. L'air extérieur ou interne, propulsé par un ventilateur en passant au travers de ce radiateur transmet ses calories au fluide caloporteur, qui retourne au compresseur.

Le système peut bénéficier d'une régulation et d'une répartition plus ou moins sophistiquées assurant un plus grand confort au conducteur et aux passagers. Cette amélioration du confort du conducteur contribue à l’amélioration de sa concentration et donc à la sécurité.

## Effets sanitaires et sécuritaires

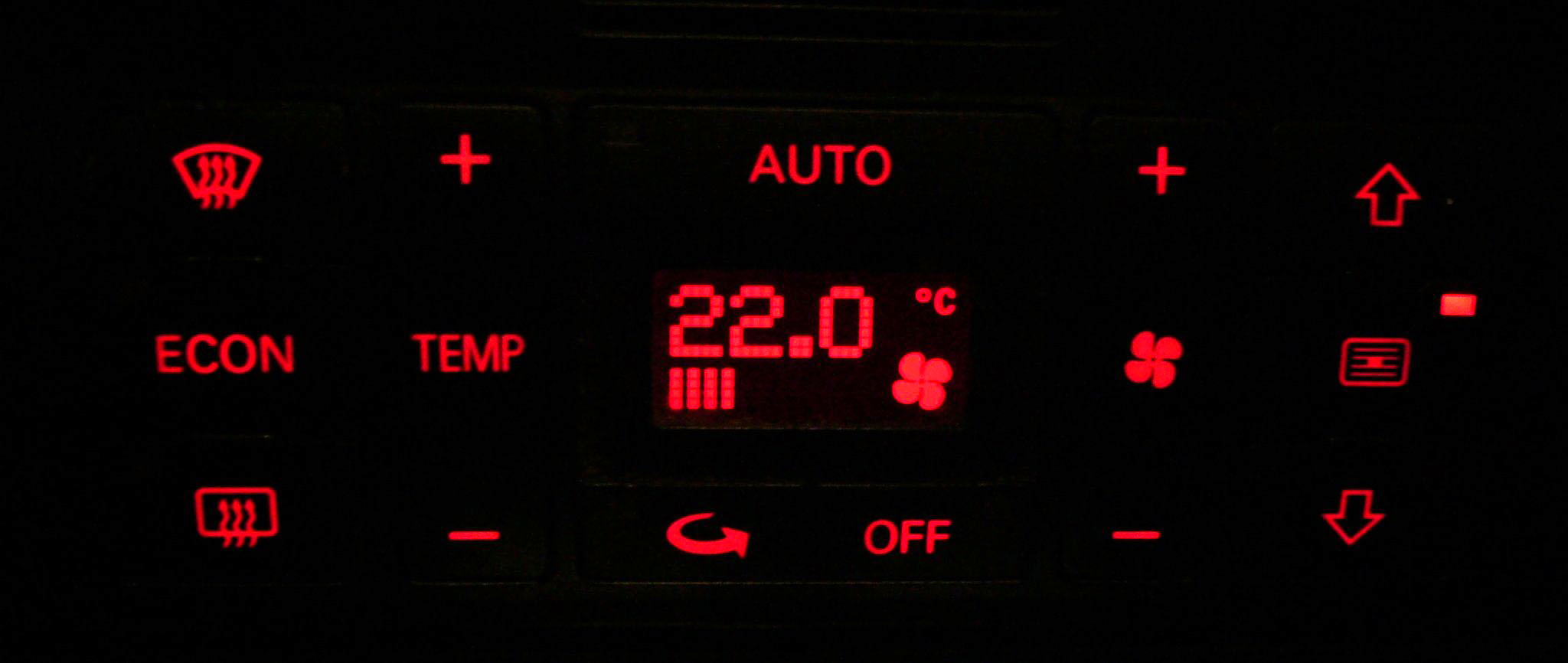
Tableau de bord d'un système de climatisation automobile (Audi)

La climatisation automobile permet de diminuer la quantité de polluants dans l'air de l'habitacle. Elle diminue ainsi les risques de plusieurs maladies respiratoires chez le conducteur, surtout lorsque celui-ci passe plusieurs heures par jour dans sa voiture. Le risque de développer des allergies diminue aussi nettement. 

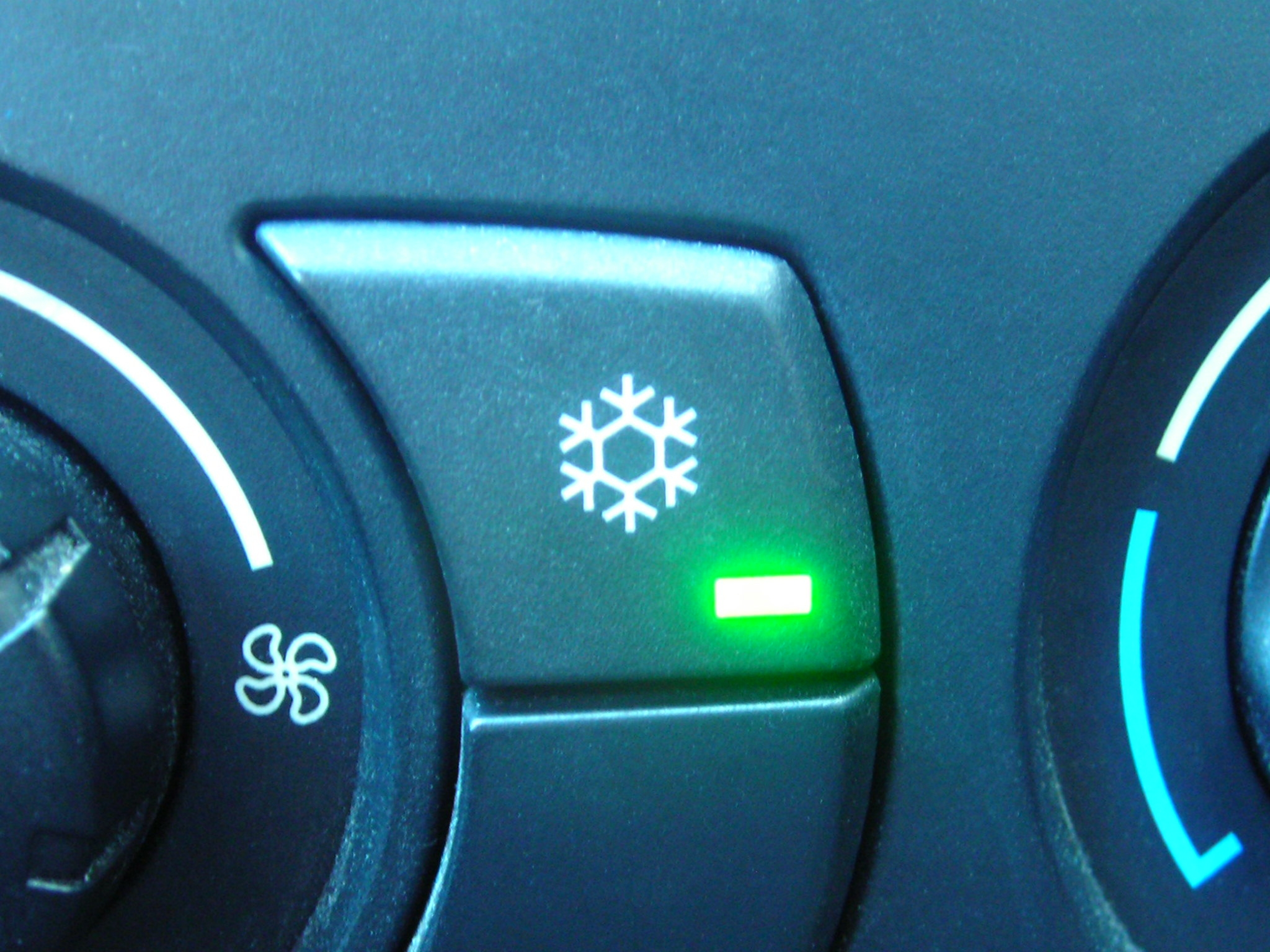
Commande manuelle de mise en fonction de la climatisation (BMW)

La climatisation a aussi un effet sécuritaire car elle réduit drastiquement les conséquences de la chaleur sur la vigilance du conducteur. 

## Déploiement
Ces systèmes peuvent équiper les automobiles individuelles, les camions, les chars d'assaut. Les conditionneurs d'air sont aujourd'hui très fréquemment installés sur les automoteurs agricoles (tracteurs, moissonneuse-batteuses, ensileuses, etc.) et des engins de chantiers.

## Impacts environnementaux
Selon l'agence française ADEME, la climatisation augmente la consommation de carburant, ainsi que les émissions de gaz à effet de serre, notamment lors des accidents, des incendies de véhicules ou des fuites de fluide frigorigène :
- En conduite urbaine, un véhicule moyen surconsomme 31 % d’essence  (ou 35 % de gazole en plus pour les véhicules Diesel)[8] ;
- Sur route, la consommation croît d’environ 16 % pour les véhicules à essence et de 20 % pour les Diesel[8] ;
- Sur l'année, toutes saisons confondues, « les véhicules climatisés consomment en moyenne 5 % de carburant en plus par rapport à ceux qui ne le sont pas »[8] ;
- Une augmentation des émissions de polluants (CO et NOx) est constatée pour les moteurs à essence, et de NOx et de particules (PM) pour les moteurs Diesel[8] ;
- Une augmentation des rejets de CO2, qui contribue au réchauffement climatique d'environ 6 à 10 % pour un véhicule moyen, principalement à cause des rejets dans l'atmosphère du fluide frigorigène, en fin de vie du véhicule ou lors des opérations de maintenance[9] ;
- Même quand il ne fonctionne pas, un système de climatisation perd du fluide frigorigène (R134a)  (fuites, maintenance, entretien, accident, incendies, non-récupération en fin de vie du véhicule…), or ce gaz a un effet réchauffant très puissant, 1 300 fois plus puissant que le CO2. Ainsi, un véhicule moyen augmente de 10 à 15 % ses rejets annuels de gaz à effet de serre quand il est climatisé[10]. Sur banc d'essais ce sont les flexibles et les raccords qui se montrent le plus source de fuites de gaz frigorigène, avec des écarts de 1 à 9 sur quatre flexibles étudiés et de 1 à 20 sur plusieurs raccords. Même des composés neufs donnaient lieu à des fuites de 1 à 20 g/an de gaz frigorigène. Les compresseurs testés perdaient également de 0,2 (neuf) à 5 g de fluide (compresseur ayant fonctionné six mois) par an[11]. Le système complet (donnée 2003) présentait communément des débits de fuite de 10 à 70 g/an[11]. L'ADEME estimait que les améliorations techniques au rythme des années 2000 laisseront quand même fuir 10 % du fluide chaque année en 2010, soit un impact pour la flotte de voitures françaises équivalent à celui d'une émission de 2 Mt d'équivalent-CO2 en 2005, dont 100 kt dus à la non-récupération du fluide en fin de vie du véhicule ou du système de climatisation[11]. Une évaluation prospective publiée en 2003 était 3,6 Mt de CO2 dont 1,6 pour la non récupération en fin de vie en 2020[11] ;
- Type de gaz : le fluide frigorigène R134a a remplacé le fluide frigorigène R12 d'après le Protocole de Montréal (l'accord international pour la protection de la couche d'ozone stratosphérique). Dans quelques années, le HCFC R22 suivra le même chemin.